# Darkside
Darkside is een nummer van de Brits-Noorse dj Alan Walker uit 2018, ingezongen door de Antiguaans-Duitse zangeres Au/Ra en de Noorse artiest Tomine Harket, de dochter van Morten Harket van A-ha. Het is de eerste single van haar derde studioalbum Dirty Computer.
Het nummer leverde Walker in een aantal Europese landen een hit op. In Noorwegen was het nummer goed voor een nummer 1-positie. In de Nederlandse Top 40 was het ook succesvol, daar werd de 8e positie gehaald. In Vlaanderen moest het nummer het echter weer met een 8e positie in de Tipparade doen.